# Euchromius donum
Euchromius donum là một loài bướm đêm trong họ Crambidae.